# 托马斯·默里
托马斯·默里（英語：Thomas Murray，1877年10月3日—1944年6月3日），英国男子冰壶运动员。他曾代表英国获得1924年冬季奥运会冰壶比赛男子团体金牌。他于1944年在南拉纳克郡比格去世。